# クレルヴォーのベルナルドゥス
クレルヴォーのベルナルドゥス（ラテン語：Bernardus Claraevallensis, フランス語：Bernard de Clairvaux, 1090年 - 1153年8月20日）あるいは聖ベルナルドは、12世紀のフランス出身の神学者。すぐれた説教家としても有名である。フランス語読みでクレルヴォーのベルナール（聖ベルナール）とも呼ばれる。
聖公会とカトリック教会の聖人であり、35人の教会博士のうちの一人でもある。1830年8月20日、教皇ピウス8世から教会博士の称号を贈られている。その卓越した聖書注釈により、「蜜の流れるような博士（Doctor Mellifluus）」と称されている。また第2回十字軍の勧誘に大きな役割を果たしたことでも知られる。

## 生涯

Bernardi Opera, 1719

### 若き修道士
ベルナルドゥスはフランスのディジョンに近いフォンテーヌで、騎士テセランの子として生まれた。母親アレトはモンバールの貴族の家の出で信仰厚く、教育熱心であったが、ベルナルドゥスが幼いうちに世を去った。家族はベルナルドゥスに軍人としてキャリアを積んでほしいと願っていたが、彼自身は母の姿の影響もあり、修道院に入りたいと思っていた。それならばと家族はベルナルドゥスをシャティヨン＝シュル＝セーヌへ送り、聖職者として出世するために必要な高等教育を受けさせることにした。しかし、彼は修道士として世俗と無縁の生活を送りたいという希望を決してあきらめず、ついに1112年シトー修道院に入ることができた。同修道院はモレスムスのロベルトゥスが1098年に開いたものであった。ベルナルドゥスは念願の修道院に入るにあたり、自分だけでなく　兄弟や親族、友人なども連れて修道院の門をたたいた。
同修道院はベネディクト会改革運動から出たシトー会によるものであったが、初期の熱意を失いつつあった。しかし、そこへ地域の名門一族からベルナルドゥスをはじめとする理想に燃えた若き入会者が一挙に30人も加わったことで、ベネディクト会のみならず西欧の修道制に大きな影響を与える修道院になっていく。シトー修道院は活気にあふれ、そこからさまざまな修道院が生まれていった。その中の一つに、トロワ伯ユーグから与えられたオーブの谷の一角に1115年に創設されたクレルヴォー修道院があった。院長には若きベルナルドゥスが任命された。このことから彼はクレルヴォーのベルナルドゥスと呼ばれることになる。シトー会の新しい会則に従って作られたクレルヴォー修道院は、シトー会の中でも大きな影響力を持つようになっていく。形式的にはシトー修道院の子院であったが、実質は最重要修道院であった。それもこれもベルナルドゥスの名声と人格に負うところが大きかった。

### 教会政治における活躍
ベルナルドゥスの聖性と自己節制の厳しさ、そして説教師としての優れた資質によって、彼の名声は高まっていき、クレルヴォーには多くの巡礼者が押しかけるようになった。ベルナルドゥスが奇跡を起こしたという噂が広まると、各地から病者や障害のある者がやってきて、奇跡的な治癒を願った。結果的にこの名声によって、静かな観想生活を送りたいと願っていたベルナルドゥス自身の思いとは裏腹に、世俗世界にかかわらざるをえなくなってゆく。1124年に教皇ホノリウス2世が就任した頃には、ベルナルドゥスはフランスの教会において押しも押されもせぬ存在になっており、教皇も助言を求めるほどになっていたのである。1129年、アルバーノのマテウス枢機卿の招きでトロワの司教会議に参加したベルナルドゥスは、そこでテンプル騎士団の認可が得られるように働きかけ、シャロンの司教会議ではヴェルダン司教アンリの問題を司教辞任という形で決着させることに成功し、教会政治における手腕でも高い評価を得た。
しかし教会において、ベルナルドゥスの評価が決定的になるのはむしろ、その後起こった教会分裂騒動の収拾においてであった。それは1130年に教皇ホノリウス2世が亡くなり、教皇選挙が紛糾したことに端を発している。後継にえらばれたインノケンティウス2世に対して対立教皇アナクレトゥス2世が立つという事態になり、ルイ6世（肥満王）が1130年にエタンに司教会議を招集、事態の打開を目指した。そこにおいてベルナルドゥスは、インノケンティウス2世の強力な擁護者となり、多くの論戦を戦った。ローマにはすでにフランスやイギリス、スペインなど各国の支持を取り付けたアナクレトゥス2世が居座っており、インノケンティウス2世は各地の放浪を余儀なくされていたが、ベルナルドゥスはこれを逆手にとり、インノケンティウスこそ「世界に受け入れられた教皇である」と主張した。ベルナルドゥスは教皇からの使命を受け各地を旅行した。ミラノでは高官や聖職者たちがミラノの大司教に着任することを願ったが、ベルナルドゥスはクレルヴォー修道院に戻った。そこから神聖ローマ皇帝ロタール3世との議論のためにリエージュに向かった。
1133年になると皇帝は兵を率いてローマを目指し、ベルナルドゥスは教皇の意図を受けてジェノヴァとピサの同盟を成立させた。ローマにいたアナクレトゥス2世はサンタンジェロ城を擁し、シチリア王の後ろ盾を持っていたが、ロタール3世の兵力の前にしぶしぶインノケンティウス2世との対話に応じることになった。ローマではロタール3世はインノケンティウス2世から王冠を受けることができたが、ホーエンシュタウフェン家との争いがあったため、自身の威光を高めることができなかった。ベルナルドゥスが再び召喚され、説得に向かったことで、1135年春にホーエンシュタウフェン家のシュヴァーベン大公フリードリヒ2世はロタール3世との和解に応じ、臣従を約束した。
6月に入るとベルナルドゥスはイタリアにやってきて、ピサ教会会議を主導した。そこにおいて対立教皇アナクレトゥス2世を破門に追い込むことに成功した。北イタリアではベルナルドゥスの影響力は絶大となっており、ミラノとロンバルディアの諸都市もベルナルドゥスの説得に応じてロタール3世とインノケンティウス2世への臣従を約束した。

### 教会分裂の収拾
1137年、ロタール2世の最後のローマ訪問に伴ってベルナルドゥスもイタリアへ戻り、モンテ・カッシーノでベネディクト会内の問題の解決にあたり、サレルノではシチリア王と破門された対立教皇アナクレトゥス2世の離間を狙ったが、これは果たせなかった。アナクレトゥス2世は1138年3月13日になくなったが、支持者たちは次の対立教皇を擁立した。これがウィクトル4世である。しかしベルナルドゥスの長年の運動の結果、対立教皇は支持基盤の多くを失っており、自ら退位し、ここに教会分裂は収拾、ベルナルドゥスもようやくクレルヴォーに戻ることができた。
クレルヴォー修道院自体もこの頃には、簡素さを好んだベルナルドゥスの意図と裏腹に「有名な院長」にふさわしい規模と内容に作りかえられていた。ベルナルドゥスの圧倒的な影響力はピエール・アベラールとの論争において明白となる。1140年のサンスでの宗教会議では、当代随一の学識で売り出し中だった気鋭の学者アベラールも、年下のベルナルドゥスの前ではかたなしであり直接討論中に退場する。結局、アベラールは有罪宣告を受けることになる。
ベルナルドゥスが有名になったことで、シトー会も大発展をとげた。1130年から1145年の間に、少なくとも93の修道院がシトー会に加入あるいは新設された。修道院の地域はイングランドやアイルランドにまで及んだ。1145年にはシトー会出身の修道士のローマ近郊のアクエ・シルヴィエの院長であったベルナルド・パガネッリが教皇に選ばれ、エウゲニウス3世を名乗った。このことはヨーロッパにおけるベルナルドゥスの影響力が頂点に達したことを示す出来事であった。

### 十字軍の勧誘と晩年
教会分裂の収拾を達成したベルナルドゥスが次に要請されたのは、異端との戦いであった。アルビジョワ派が当時異端として世間を騒がせていた。特にローザンヌのアンリという説教師の名前が知れ渡っていた。1145年6月、オスティアのアルベリック枢機卿の招きによってベルナルドゥスは盛んに説教を行い、異端の影響力が及ぶのを食い止めるのに成功した。また、教皇の願いに応じて十字軍の勧誘演説を行うことになった。この効果は絶大で、ヴェズレーでの会談でフランスの諸侯の前でベルナルドゥスが十字軍への勧誘をおこなった結果、感動した諸侯は続々聖地へと赴いた。その中にはフランス王ルイ7世、当時その王妃だったアリエノール・ダキテーヌなども含まれていた。さらに各地を回って遊説した結果、熱狂的な十字軍運動を巻き起こし、ドイツ王コンラート3世も十字軍に加わった。
しかし肝心の十字軍が惨敗したことが、ベルナルドゥスに大きなショックを与えた。彼はなぜ神がこのような結末を許したのかと自問し、結局従軍者の犯した罪によるのだと結論した。ベルナルドゥスは十字軍敗退の知らせをクレルヴォーで聞いたが、そこにはアルノルド・ダ・ブレシアの反乱によってローマを追われたエウゲニウス3世もかくまわれていた。1148年にはベルナルドゥスは教皇とともにランス教会会議に参加、スコラ学者でポワチエ司教のジルベール・ド・ポルレの学説を攻撃したが、そのころには十字軍の失敗などによってベルナルドゥスの影響力はかなり弱まっていた。
十字軍の敗北によって、新しい軍勢を投入しようという動きが起こり、フランスの霊的指導者となっていたサン・ドニ修道院の院長シュジェールの招きでシャルトル教会会議に参加したベルナルドゥスは、教皇の求めで自ら十字軍の陣頭に立つことを要請された。幸い、クレルヴォーの院長職の責任からこの任務を免れたが、さまざまな出来事や論争、親友の死などによってベルナルドゥス自身も衰えていた。しかし、明晰な頭脳が死ぬまで衰えなかったことは、最後の著作『デ・コンシデラチオーネ』（De consideratione）が証している。1153年8月20日、ベルナルドゥスは死去した。自ら開いたクレルヴォー修道院が最期の地となった。

## 著作
- 上智大学中世思想研究所編、『中世思想原典集成10　修道院神学』　平凡社、1997年

『主日・祝日説教集』、『ギヨーム修道院長への弁明』、『恩恵と自由意思について』